# 虹莘路
31°08′22″N 121°22′37″E / 31.13941°N 121.37681°E
虹莘路，是中國上海市闵行区的一条道路，以虹桥镇、莘庄镇取首字命名，全长9.85千米。
1999年，因建设新梅花苑小区，虹莘路一分为二：北段为吴中路—龙茗路，双向2~4车道；南段为沪闵公路辅路到春申路，作为莘奉金高速的辅道，禁止货运车辆通行，并仅残留一根车道。

## 相交道路[2]
- 春申路
- 韩泗路
- 莘朱路
- 沪闵公路（莘庄立交）
- （断开）
- 龙茗路
- 报春路
- 黎安路
- 顾戴路
- 古龙路
- 平南路
- 星友路
- 九星路
- 东兰路
- 星风路
- 漕宝路
- 虹泉路
- 吴中路

## 沿路主要设施[3]
- 上海交投漕宝路停车场
- 九星村
- 上海轨道交通12号线虹莘路站
- 上海轨道交通1号线外环路站
- 上海轨道交通9号线星中路站